# 8 Diagrams
8 Diagrams è il quinto album in studio del collettivo musicale hip hop statunitense Wu-Tang Clan, pubblicato nel 2007.

## Tracce
1. Campfire - 3:59
2. Take It Back - 4:12
3. Get Them Out Ya Way Pa - 4:18
4. Rushing Elephants - 3:00
5. Unpredictable - 4:11
6. The Heart Gently Weeps - 5:37
7. Wolves - 4:14
8. Gun Will Go - 4:16
9. Sunlight - 3:22
10. Stick Me for My Riches - 6:08
11. Starter - 4:13
12. Windmill - 4:32
13. Weak Spot - 3:58
14. Life Changes - 7:21
15. Tar Pit - 4:56 (bonus track)
16. 16th Chamber (ODB Special) - 2:45 (bonus track internazionale)

## Formazione
Membri del Wu-Tang Clan
- RZA
- GZA
- Method Man
- Raekwon
- Ghostface Killah
- Inspectah Deck
- U-God
- Masta Killa
- Cappadonna

Altre voci
- Erykah Badu
- George Clinton
- Dexter Wiggle
- Sunny Valentine
- Gerald Alston
- Tash Mahogany
- Easy Mo Bee
- George Drakoulias

Altri musicisti
- John Frusciante - chitarra
- Dhani Harrison - chitarra
- Shavo Odadjian - basso
- Gary Foote - basso
- Trevor James - basso
- Marco Vitali - archi

## Classifiche
| Classifica (2007) | Posizione raggiunta |
| ----------------- | ------------------- |
| Stati Uniti       | 25                  |